# Metaleptobasis lillianae
Metaleptobasis lillianae är en trollsländeart som beskrevs av Daigle 2004. Metaleptobasis lillianae ingår i släktet Metaleptobasis och familjen dammflicksländor. IUCN kategoriserar arten globalt som otillräckligt studerad. Inga underarter finns listade i Catalogue of Life.